# Французский ежегодник
Францу́зский ежего́дник — периодическое издание Института истории АН СССР (затем ИВИ АН СССР, затем ИВИ РАН), посвящённое проблемам истории Франции. Издаётся с 1958 года (с перерывом в 1990—1999 годах). 
Главными редакторами ежегодника последовательно были акад. Вячеслав Петрович Волгин (1958—1962), д.и.н. Альберт Захарович Манфред (1962—1976), д.и.н. Виктор Моисеевич Далин, (и.о. отв. ред. 1977—1980), д.филос.н. Вадим Валентинович Загладин (1980—1989), д.и.н. Александр Викторович Чудинов (с 2000 по настоящее время).
В 2002 году соиздателем ежегодника стал Центр франко-российских исследований в Москве, благодаря чему издание приобрело международный статус.
Французский ежегодник координирует работу российских историков-франковедов, публикует статьи зарубежных учёных. На страницах издания в различные годы появлялись работы таких всемирно известных специалистов по истории Франции как Ж. Лефевр, Э. Лабрусс, П. Ренувен, А. Собуль, М. Домманже, Ж. Годшо, В. Марков, М. Коссок, Ф. Бродель, Ж. Ле Гофф, Ж. Дюби, М. Вовель, Б. Бачко, Ж. О. Будон, Ж. Делюмо, Р. Десимон, Ж. Дюма, П. Генифе, Ф. Козандей, Д. Крузе, Ф. Крузе, К. Мазорик, Т. Ленц, М. Озуф, А. Руссо, Ж. Ф. Сиринелли, А. Форрест и др.